# Mas Noguera (Cornellà del Terri)
El Mas Noguera és una masia de Cornellà del Terri (Pla de l'Estany) inclosa a l'Inventari del Patrimoni Arquitectònic de Catalunya.

## Descripció
Masia de planta rectangular amb algunes ampliacions. El cos central presenta planta baixa, pis i golfes, mentre que els dos laterals únicament tenen baixos i pis. La porta d'accés és amb arc rebaixat i emmarcada amb pedra de Banyoles. Hi ha carreus a les cantonades i algunes obertures. Al primer pis hi ha una finestra d'inspiració medieval. El cos situat més cap a la dreta és posterior i fou construït amb maó i no està rebatut. A la planta baixa hi ha algunes arcades. Es conserven restes del rebatut exterior de la part més antiga del mas.

## Història
A una finestra del primer pis de la façana lateral de ponent hi ha l'any 1769.